# Trofeo Nicolás Brondo
El Trofeo Nicolás Brondo es un torneo de verano que se celebra en Palma de Mallorca (Islas Baleares, España). Está organizado por el Club Deportivo Atlético Baleares desde 1966 que sirve de presentación oficial del primer equipo antes de empezar la temporada. Su nombre se debe al periodista deportivo Nicolás Brondo Ferrer (1920-1965), habitual seguidor y cronista del equipo en medios periodísticos escritos, fallecido prematuramente y muy estimado por el Club.
Se ha jugado cada verano, excepto en 1976 (no se organizó), 1988 (resembrado del césped), 2006 (instalación de césped artificial) y 2020 (crisis sanitaria de la COVID-19). Tampoco se llegó a jugar en 1990 a causa de la tromba de agua que cayó en Palma y la imposibilidad de encontrar fechas a lo largo de la temporada para disputarse. El trofeo se ha disputado tradicionalmente a partido único, excepto en cuatro ocasiones (1977, 1992, 1995 y 1998) en las que se jugaron semifinales y final. El Atlético Baleares siempre ha estado presente en la disputa de su trofeo, excepto en dos ocasiones (1992 y 1995) en las que el equipo cayó en semifinales cuando se ha disputado con cuatro equipos.
Se disputó en el Estadio Balear (1966-2012) hasta que el estadio fue clausurado. Luego se jugó en el Polideportivo Municipal de Magaluf (Calviá) (2013), en Son Malferit (2014-2019) y de nuevo en el Estadio Balear desde 2021. Actualmente es el trofeo más antiguo de estas características que se juega en las Islas Baleares.

## Historial
| Año  | Edición | Campeón | Resultado                                                                                                   | Subcampeón                                                                                                  | Otros datos                                                                                                 |
| ---- | --- | --- | --- | --- | --- |
| 1966 | 1.ª edición                                                                                                 | Atlético Baleares                                                                                           | 1–1 (pp) | CE Sabadell                                                                                                 | Partido único                                                                                               |
| 1967 | 2.ª edición                                                                                                 | Atlético Baleares                                                                                           | 1–0 | CD Constancia                                                                                               | Partido único                                                                                               |
| 1968 | 3.ª edición                                                                                                 | CE Europa                                                                                                   | 1–0 | Atlético Baleares                                                                                           | Partido único                                                                                               |
| 1969 | 4.ª edición                                                                                                 | SD Ibiza | 2–1 | Atlético Baleares                                                                                           | Partido único                                                                                               |
| 1970 | 5.ª edición                                                                                                 | Atlético Baleares                                                                                           | 2–1 | SD Ibiza | Partido único                                                                                               |
| 1971 | 6.ª edición                                                                                                 | Real Mallorca                                                                                               | 1–0 | Atlético Baleares                                                                                           | Partido único                                                                                               |
| 1972 | 7.ª edición                                                                                                 | Real Mallorca                                                                                               | 4–1 | Atlético Baleares                                                                                           | Partido único                                                                                               |
| 1973 | 8.ª edición                                                                                                 | SD Ibiza | 0–0 (pp) | Atlético Baleares                                                                                           | Partido único                                                                                               |
| 1974 | 9.ª edición                                                                                                 | Atlético Baleares                                                                                           | 1–1 (pp) | UD Poblense                                                                                                 | Partido único                                                                                               |
| 1975 | 10.ª edición                                                                                                | Atlético Baleares                                                                                           | 2–1 | CD Margaritense                                                                                             | Partido único                                                                                               |
| 1976 | --- | CE Europa                                                                                                   | 2–0 | Atlético Baleares                                                                                           | Considerado partido de pretemporada                                                                         |
| 1977 | 11.ª edición                                                                                                | Atlético Baleares                                                                                           | 5–1 | UD Poblense                                                                                                 | Semifinalistas, CD Margaritense y CD Murense                                                                |
| 1978 | 12.ª edición                                                                                                | SD Ibiza | 2–0 | Atlético Baleares                                                                                           | Partido único                                                                                               |
| 1979 | 13.ª edición                                                                                                | Atlético Baleares                                                                                           | 2–2 (pp) | CE Espanya                                                                                                  | Partido único                                                                                               |
| 1980 | 14.ª edición                                                                                                | Atlético Baleares                                                                                           | 1–0 | CD Manacor                                                                                                  | Partido único                                                                                               |
| 1981 | 15.ª edición                                                                                                | CD Santañí                                                                                                  | 2–1 | Atlético Baleares                                                                                           | Partido único                                                                                               |
| 1982 | 16.ª edición                                                                                                | CD Calviá                                                                                                   | 2–1 | Atlético Baleares                                                                                           | Partido único                                                                                               |
| 1983 | 17.ª edición                                                                                                | CD Badia Cala Millor                                                                                        | 3–1 | Atlético Baleares                                                                                           | Partido único                                                                                               |
| 1984 | 18.ª edición                                                                                                | Real Mallorca                                                                                               | 1–0 | Atlético Baleares                                                                                           | Partido único                                                                                               |
| 1985 | 19.ª edición                                                                                                | Real Mallorca                                                                                               | 2–1 | Atlético Baleares                                                                                           | Partido único                                                                                               |
| 1986 | 20.ª edición                                                                                                | CD Constancia                                                                                               | 2–2 (pp) | Atlético Baleares                                                                                           | Partido único                                                                                               |
| 1987 | 21.ª edición                                                                                                | Atlético Baleares                                                                                           | 2–0 | UD Poblense                                                                                                 | Partido único                                                                                               |
| 1988 | No se disputó por el resembrado del césped en el terreno de juego antes de comenzar la temporada            | No se disputó por el resembrado del césped en el terreno de juego antes de comenzar la temporada            | No se disputó por el resembrado del césped en el terreno de juego antes de comenzar la temporada            | No se disputó por el resembrado del césped en el terreno de juego antes de comenzar la temporada            | No se disputó por el resembrado del césped en el terreno de juego antes de comenzar la temporada            |
| 1989 | 22.ª edición                                                                                                | Atlético Baleares                                                                                           | 4–2 | CD Manacor                                                                                                  | Partido único                                                                                               |
| 1990 | 23.ª edición                                                                                                | Atlético Baleares–CF Playas de Calviá                                                                       | Atlético Baleares–CF Playas de Calviá                                                                       | Atlético Baleares–CF Playas de Calviá                                                                       | Suspendido a causa de un fuerte temporal de lluvia                                                          |
| 1991 | 24.ª edición                                                                                                | Atlético Baleares                                                                                           | 7–0 | Son Roca At.                                                                                                | Partido único                                                                                               |
| 1992 | 25.ª edición                                                                                                | CD Ferriolense                                                                                              | 1–1 (pp) | Real Mallorca                                                                                               | Semifinalistas, Atlético Baleares y Son Roca At.                                                            |
| 1993 | 26.ª edición                                                                                                | CD Ferriolense                                                                                              | 1–1 (pp) | Atlético Baleares                                                                                           | Partido único                                                                                               |
| 1994 | 27.ª edición                                                                                                | Real Mallorca                                                                                               | 1–1 (pp) | Atlético Baleares                                                                                           | Partido único                                                                                               |
| 1995 | 28.ª edición                                                                                                | CD Constancia                                                                                               | 0–0 (pp) | CF Sóller                                                                                                   | Semifinalistas, Atlético Baleares y CF Playas de Calviá                                                     |
| 1996 | 29.ª edición                                                                                                | Atlético Baleares                                                                                           | 1–0 | CF Sóller                                                                                                   | Partido único                                                                                               |
| 1997 | 30.ª edición                                                                                                | Atlético Baleares                                                                                           | 1–1 (pp) | CF Sóller                                                                                                   | Partido único                                                                                               |
| 1998 | 31.ª edición                                                                                                | Atlético Baleares                                                                                           | 4–1 | CD Ferriolense                                                                                              | Semifinalistas, CD Génova y CD Soledad                                                                      |
| 1999 | 32.ª edición                                                                                                | Atlético Baleares                                                                                           | 4–1 | CD Santa Ponsa                                                                                              | Partido único                                                                                               |
| 2000 | 33.ª edición                                                                                                | CD Constancia                                                                                               | 3–2 | Atlético Baleares                                                                                           | Partido único                                                                                               |
| 2001 | 34.ª edición                                                                                                | Atlético Baleares                                                                                           | 1–1 (pp) | Real Mallorca B                                                                                             | Partido único                                                                                               |
| 2002 | 35.ª edición                                                                                                | CD Santa Ponsa                                                                                              | 1–0 | Atlético Baleares                                                                                           | Partido único                                                                                               |
| 2003 | 36.ª edición                                                                                                | CD Binisalem                                                                                                | 2–1 | Atlético Baleares                                                                                           | Partido único                                                                                               |
| 2004 | 37.ª edición                                                                                                | Atlético Baleares                                                                                           | 2–1 | CD Ferriolense                                                                                              | Partido único                                                                                               |
| 2005 | 38.ª edición                                                                                                | Real Mallorca B                                                                                             | 3–0 | Atlético Baleares                                                                                           | Partido único                                                                                               |
| 2006 | No se disputó por la instalación de césped artificial en el terreno de juego antes de comenzar la temporada | No se disputó por la instalación de césped artificial en el terreno de juego antes de comenzar la temporada | No se disputó por la instalación de césped artificial en el terreno de juego antes de comenzar la temporada | No se disputó por la instalación de césped artificial en el terreno de juego antes de comenzar la temporada | No se disputó por la instalación de césped artificial en el terreno de juego antes de comenzar la temporada |
| 2007 | 39.ª edición                                                                                                | Atlético Baleares                                                                                           | 1–1 (pp) | Real Mallorca B                                                                                             | Partido único                                                                                               |
| 2008 | 40.ª edición                                                                                                | Atlético de Madrid B                                                                                        | 0–0 (pp) | Atlético Baleares                                                                                           | Partido único                                                                                               |
| 2009 | 41.ª edición                                                                                                | Nigeria Sub-20                                                                                              | 4–0 | Atlético Baleares                                                                                           | Partido único                                                                                               |
| 2010 | 42.ª edición                                                                                                | Atlético Baleares                                                                                           | 1–1 (pp) | Celta de Vigo B                                                                                             | Partido único                                                                                               |
| 2011 | 43.ª edición                                                                                                | Atlético Baleares                                                                                           | 2–1 | U. D. Las Palmas                                                                                            | Partido único                                                                                               |
| 2012 | 44.ª edición                                                                                                | Atlético Baleares                                                                                           | 7–0 | Selección de Mallorca                                                                                       | Partido único                                                                                               |
| 2013 | 45.ª edición                                                                                                | Atlético Baleares                                                                                           | 1–0 | CF Playas de Calviá                                                                                         | Partido único                                                                                               |
| 2014 | 46.ª edición                                                                                                | Atlético Baleares                                                                                           | 6–1 | CE Mercadal                                                                                                 | Partido único                                                                                               |
| 2015 | 47.ª edición                                                                                                | Atlético Baleares                                                                                           | 3–0 | Santa Catalina At.                                                                                          | Partido único                                                                                               |
| 2016 | 48.ª edición                                                                                                | Atlético Baleares                                                                                           | 1–0 | CD Constancia                                                                                               | Partido único                                                                                               |
| 2017 | 49.ª edición                                                                                                | Atlético Baleares                                                                                           | 4–0 | CD Santañí                                                                                                  | Partido único                                                                                               |
| 2018 | 50.ª edición                                                                                                | Atlético Baleares                                                                                           | 4–0 | CD Esporlas                                                                                                 | Partido único                                                                                               |
| 2019 | 51.ª edición                                                                                                | Atlético Baleares                                                                                           | 0–0 (pp) | UD Poblense                                                                                                 | Partido único                                                                                               |
| 2020 | No se disputó por culpa de la crisis sanitaria de la COVID-19                                               | No se disputó por culpa de la crisis sanitaria de la COVID-19                                               | No se disputó por culpa de la crisis sanitaria de la COVID-19                                               | No se disputó por culpa de la crisis sanitaria de la COVID-19                                               | No se disputó por culpa de la crisis sanitaria de la COVID-19                                               |
| 2021 | 52.ª edición                                                                                                | Atlético Baleares                                                                                           | 5–0 | CD Manacor                                                                                                  | Partido único                                                                                               |
| 2022 | 53.ª edición                                                                                                | CD Ibiza IP                                                                                                 | 2–0 | Atlético Baleares                                                                                           | Partido único                                                                                               |
| 2023 | 54.ª edición                                                                                                | Atlético Baleares                                                                                           | 0–0 (pen.)                                                                                                  | Hércules CF                                                                                                 | Partido único                                                                                               |
| 2024 | 55.ª edición                                                                                                | CD Andrach                                                                                                  | 2–0 | Atlético Baleares                                                                                           | Partido único                                                                                               |

(pp): resuelto en la tanda de penaltis

## Palmarés
- Con 30 títulos: Atlético Baleares (1966, 1967, 1970, 1974, 1975, 1977, 1979, 1980, 1987, 1989, 1991, 1996 a 1999, 2001, 2004, 2007, 2010 a 2019, 2021 y 2023)
- Con 5 títulos: Real Mallorca (1971, 1972, 1984, 1985 y 1994)
- Con 3 títulos: SD Ibiza (1969, 1973 y 1978) y CD Constancia (1986, 1995 y 2000)
- Con 2 títulos: CD Ferriolense (1992 y 1993)
- Con 1 título: CE Europa (1968), CD Santañí (1981), CD Calviá (1982), CD Badia Cala Millor (1983), CD Santa Ponsa (2002), CD Binisalem (2003), Real Mallorca B (2005), Atlético de Madrid B (2008), Selección de Nigeria Sub-20 (2009), CD Ibiza IP (2022) y CD Andrach (2024)